# Estación de Zaragoza-Cappa
Zaragoza-Cappa, conocida coloquialmente como la estación de Utrillas, fue una estación de ferrocarril situada en el municipio español de Zaragoza, en la provincia homónima. Durante muchos años las instalaciones constituyeron la terminal del ferrocarril de Utrillas, que estuvo en servicio entre 1904 y 1966. En la actualidad el edificio principal de la estación se encuentra preservado y ha sido rehabilitado como centro comercial.

## Historia
A mediados del siglo XIX el empresario e ingeniero León Cappa Béjar se hizo con una concesión para construir una línea férrea de Zaragoza a Escatrón, aunque la construcción del trazado sufrió numerosos retrasos debido a diversos problemas financieros. La denominada estación de Cappa fue construida entre 1863 y 1865, estando en operativa durante varias décadas. En 1894 la compañía MZA se hizo con el control de esta línea. La estación de Cappa quedaría fuera de servicio tras trasladarse a Miraflores la cabecera de la conexión con Escatrón y Tarragona. Tras estar inactiva varias años, las instalaciones pasaron a manos de la sociedad Minas y Ferrocarriles de Utrillas, que las convirtió en la terminal de su línea férrea procedente de Utrillas. Este trazado estuvo en servicio durante más de medio siglo, entre 1904 y 1966, contando con servicios tanto de pasajeros como de mercancías.